# دلتا مار
دلتا مار یک ستاره است که در صورت فلکی مار قرار دارد.